# Robertson Pet
Robertson Pet è una città dell'India di 141.294 abitanti, situata nel distretto di Kolar, nello stato federato del Karnataka. In base al numero di abitanti la città rientra nella classe I (da 100.000 persone in su).

## Geografia fisica
La città è situata a 12° 58' 0 N e 78° 16' 60 E e ha un'altitudine di 843 m s.l.m..

## Società

### Evoluzione demografica
Al censimento del 2001 la popolazione di Robertson Pet assommava a 141.294 persone, delle quali 70.568 maschi e 70.726 femmine. I bambini di età inferiore o uguale ai sei anni assommavano a 14.141, dei quali 7.358 maschi e 6.783 femmine. Infine, coloro che erano in grado di saper almeno leggere e scrivere erano 114.374, dei quali 60.039 maschi e 54.335 femmine.